# ۴۷ متر پایین: آزاد شده
۴۷ متر پایین: آزاد شده (انگلیسی: 47 Meters Down: Uncaged) یک فیلم در ژانر ترسناک به کارگردانی یوهانس رابرتس است که در سال ۲۰۱۹ منتشر شد. این فیلم دنباله ۴۷ متر پایین محصول ۲۰۱۷ است. از بازیگران آن می‌توان به جان کوربت، نیا لانگ، سوفی نیلیس، سیستین استالونه و برک بسینجر اشاره کرد.